# W (음악 그룹)
W(일본어: ダブルユー 다브르유[*], 더블유)는 헬로! 프로젝트에서 활동했던, 쯔지 노조미와 카고 아이로 구성된 여성 아이돌 듀엣이다.

## 멤버
- 쯔지 노조미 (리더)
- 카고 아이 (서브리더)

## 특징
- 유닛 이름의 유래는「쌍둥이가 아닌데도 쌍둥이 같아보인다」 라는 발상에서, 알파벳 W의 어원인「Double U」에서 힌트를 얻어「You&You」즉,「너와 너」.
- 「리더 쯔지 노조미하고 서브리더 카고 아이, 합쳐서 더블유입니다」라는 PR 문구가 있었다.
- 둘은 모닝구무스메 오디션 합숙 참가자 중에서 같은 나이 겸 최연소였던 관계로, ASAYAN의 오디션 과정 방송 중에서도 두 사람을 세트로, 또는 비교시켜 거론하는 경우가 종종 있었다. 이것은 모닝구무스메 멤버가 된 이후로도 다수의 방송 프로그램에도 둘이서 출연하는 코너가 만들어졌다. 모닝구무스메 솔로 화보집 역시 둘이 한권에 수록되는 등, 결성 이전부터 한쌍으로 인기를 얻게되는 기회가 많아, 멤버들이나 스태프 역시 이러한 형태로 인식하는 경향이 존재했음을 알 수 있다. 또한 모닝구무스메 역사상 최초로, (멤버로써의) 졸업 발표 일자와 졸업 시기가 서로 같았지만 2010년 10월 카메이 에리,쥰쥰,린린이 동시에 졸업을 발표하였고 2012년 5월에는 니이가키 리사와 미츠이 아이카 동시에 졸업하기도 했다
- 데뷔곡은 더 피넛츠[1]의 「恋のバカンス」의 리메이크곡. 또한 2004년 6월, 쇼와 시대의 여성 듀엣 13팀의 15곡을 리메이크 한, 리메이크 앨범을 발매.
- 캐릭터의 특성상, 코스프레 같은 의상을 입게되는 경우도 많았다.
- 「恋のバカンス」,「あぁ いいな!」에서는 스테이지에서 마지막 부분에서, 둘이 손으로 W를 그리는 동작을 취했었다.
- 유닛을 결성했던 2004년에는 Berryz코보가 생겨났던 관계로, 같은 해와 다음 해 2005년 여름에 공동 콘서트를 개최하였다. 「あぁ いい 」에서 Berryz코보가 백댄서로써 출연하거나, 「ロボキッス」 PV(뮤직비디오)에서는 도중에 Berryz코보가 출연하는 장면도 있었다. 또한 마츠우라 아야 캡틴 공연 하로프로 파티 2005에서는 메론키넨비와 같이 출연하였다. 2006년 개최된 고토 마키 캡틴 공연 하로☆프로 파티에서는 카고의 근신 처분으로 인하여 쯔지 노조미 혼자서 출연하게 된다.
- 2005년 말 이래, TV 출연에서도 동반 출연하는 일이 감소. 또한 W 단독 콘서트는 시행되지도 않았고, 예정조차 없었다.
- 2007년 4월 10일, 카고가 소속사로부터 계약해제 처분을 받아, 공식 홈페이지의 아티스트 리스트, 디스코그래피 항목에서 W 관련 사항이 전부 삭제되었지만, 2009년 8월 기준으로 부활하고 있다.
- 멤버는 리더, 서브리더로 결성. 보통 멤버는 없다.

## 약력
2004년
- 1월 3일 - 쯔지 노조미, 카고 아이가 같은해 8월 모닝구무스메를 졸업하고, 졸업 이전에 새로운 유닛을 결성할 것이라고 발표.
- 3월 - 「유닛명 W(다브르유)」 결정.
- 5월 - 첫 싱글 「恋のバカンス」 발매.
- 8월 - 쯔지, 카고가 모닝구무스메를 졸업.
- 12월 31일 - 모닝구무스메와 스페셜 유닛으로 NHK 홍백가합전 첫 출장.

2005년
- 3월 - W의 첫 주연 뮤지컬「신기한 소녀탐정 캐러&멜(ふしぎ少女探偵 キャラ&メル)」상연.
- 10월 - 제22회 전국 도시 녹화 후쿠오카 페어 "아일랜드 하나돈타쿠"(第22回全国都市緑化ふくおかフェア“アイランド花どんたく”)에서 W의 첫 단독콘서트 개최.

2006년
- 2월 10일 - 카고의 불상사로 인한 근신처분으로, W의 활동정지, 3월 발매 예정이던 작품 3종은 제작상 사정으로 발매 중지. 3월 29일 예정된 콘서트 DVD Hello! Project 2006 Winter 전원집GO!도 발매중지(사진집은 출시됨).

2007년
- 3월 26일 - 소속 사무소가 또 다시 불상사를 일으킨 카고를 계약해지. 이로 인해 사실상 W를 탈퇴하게 된다.

2019년
- 3월 30일 -「Hello! Project 히나페스 2019」에서 13년만에 재결성[2].

## 현재 상황
2006년 2월 10일, 카고의 흡연행위로 근신처분을 받아 이후의 활동이 백지상태로 놓이게 되나, 2007년 3월 26일, 또 다시 흡연행위가 발각되어 계약해제 처분. 이후 2007년 4월, W 및 카고가 공식 사이트에서 삭제되어, 사실상 해산이나 다름없게 된다.
그 뒤 2019년 3월, 12년만에 그룹을 재결성하게 된다.

## 음악

### 싱글
1. 恋のバカンス（2004년 5월 19일）
  - 커플링：月影のナポリ(TINTARELLA DI LUNA)/悲しき16才(HEARTACHES AT SWEET SIXTEEN)
2. あぁ いいな!（2004년 8월 18일,「도라에몽」엔딩 테마）

  - 커플링：乙女の携帯電話の秘密
3. ロボキッス（2004년 10월 14일）
  - 커플링：SEXY SNOW
4. 恋のフーガ（2005년 2월 9일）
  - 커플링：ふりむかないで
5. 愛の意味を教えて!（2005년 5월 18일）
  - 커플링：ジンクス
6. Missラブ探偵（2005년 9월 7일）
  - 커플링：FRIENDSHIP
    - W가 발매한 마지막 싱글.

### 앨범
1. デュオU&U（2004년 6월 2일, EPCE-5289）
2. 2nd W（2005년 3월 2일, EPCE-5355）

### 착신 앨범
1. ちょい悪デビル（2019년 3월 30일, UFDL-1425）

### DVD（싱글）
1. 싱글V・恋のバカンス（2004년 6월 23일：EPBE-5130）
2. Wの映像の世界Vol.1（2004년 10월 14일：EPBE-5146）
3. 싱글V・ロボキッス（2004년 11월 17일：EPBE-5163）
4. 싱글V・愛の意味を教えて!（2005년 6월 18일：EPBE-5173）
5. 싱글V・Missラブ探偵（2005년 9월 14일：EPBE-5180）

### DVD（콘서트）
1. 2004년 여름 퍼스트 콘서트 투어 ~W 스탠바이! 다브르유&Berryz코보!~ (2004년 11월 17일)
2. 2005년 여름 W&Berryz코보 콘서트 투어『HIGH SCORE!』(2005년 11월 9일)
3. 하로☆프로 파티～! 2005 ～마츠우라 아야 캡틴 공연～ (2005년 12월 7일)

### DVD（그 외）
1. 2005년 쯔지 노조미・카고 아이(W/다브르유)출연 뮤지컬 신기한 소녀탐정 캐러&멜「마의 바이올린 도난 사건」(2005년 7월 6일)

## 출연

### 애니메이션
- 도라에몽 엔딩 테마 「あぁ いいな!」（2004년 6월-2005년 3월）

### 뮤지컬
- 신기한 소녀탐정 캐러&멜 마법의 바이올린 도난사건（2005년 3월 18일-4월 10일 요코하마 BLITZ 13회 공연, 이케부쿠로 선샤인 극장 21회 공연）

## 콘서트
- 2004년 여름 퍼스트 콘서트 투어 ~W 스탠바이! 다브르유&Berryz코보!~（2004년 8월 10일-10월 11일 13개 도시 23회 공연）
- Hello! Project 2005 winter 올스타즈 대난무(大亂舞) ~A HAPPY NEW POWER! 이이다 카오리 졸업 스페셜~（2005년 1월 29일-30일 1개 도시 4회 공연）
- 하로☆프로 파티~! 2005 ～마츠우라 아야 캡틴 공연～（2005년 5월 21일-6월 26일 11개 도시 23회 공연）
- Hello! Project 2005 여름의 가요쇼 ~'05 셀렉션! 컬렉션!~（2005년 7월 10일-24일）
- 2005년 여름 W&Berryz코보 콘서트 투어『HIGH SCORE!』（2005년 8월 6일-28일 6개 도시 15회 공연）
- 마츠우라 아야, W, 메론키넨비 콘서트 in 히메지성 ~마츠우라 아야 귀성 스페셜~（2005년 8월 20일）
- Radio Cube FM 미에 개국 20주년 기념 마츠우라 아야・W 콘서트（2005년 9월 24일 미에현 문화 회관 대홀）
- 하로☆프로 파티! 2005 ~마츠우라 아야 캡틴 공연NEO~（2005년 9월 3일-12월 4일 20개 도시 38회 공연）
- 제22회 전국 개 도시 녹화 페어 "후쿠오카 아일랜드 일요일"（2005년 10월 15일 2회 공연）
- Hello! Project 2006 winter ~원더풀 하츠~（2006년 1월 2일-21일 3개 도시 14회 공연）
- Hello! Project 2006 winter ~전원집!(全員集GO!)~（2006년 1월 28일-29일 1개 도시 3회 공연）